# Tetracentrosternus subspinosus
Tetracentrosternus subspinosus är en mångfotingart som beskrevs av Pocock 1895. Tetracentrosternus subspinosus ingår i släktet Tetracentrosternus och familjen orangeridubbelfotingar. Inga underarter finns listade i Catalogue of Life.